# کفن

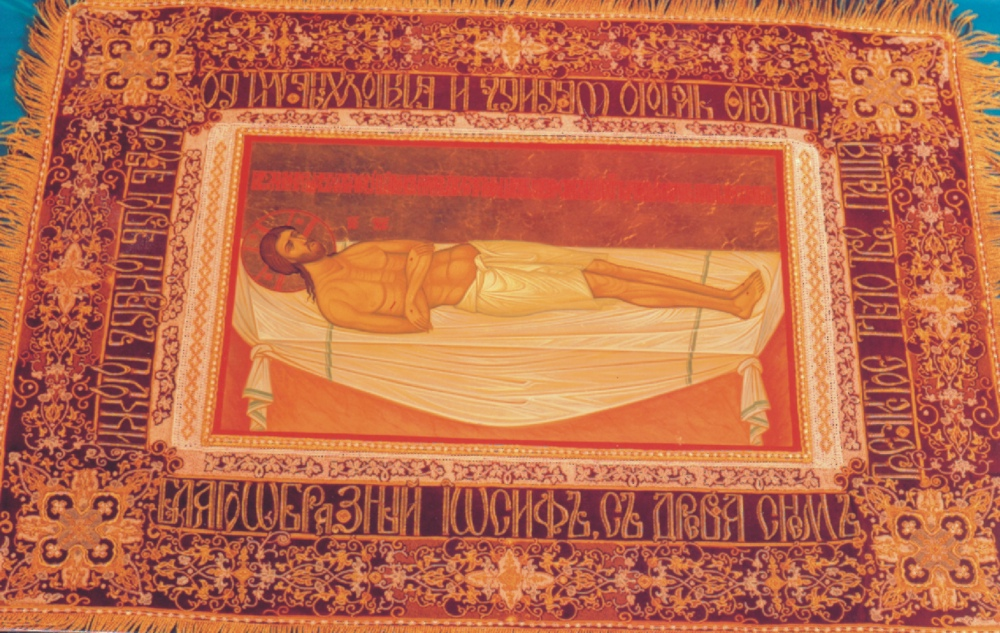
طرحی از کفن مسیح

کَفَن واژه‌ای است عربی و عبارت‌است از پوششی که به دور مرده می‌پیچند و او را با آن در گور می‌نهند. کفن میت همان لباس و پوشش سفید رنگی است که میت را می پوشاند و به آخرت سفر می کند.

## قانون کفن در اسلام
کفن در اسلام سه‌تکه بوده و این سه بخش در فارسی لُنگ و پیراهن و سرتاسری خوانده می‌شوند. لنگ از ناف تا زانو، پیراهن باید از سرشانه تا میانهٔ ساق پا را بپوشاند. پهنای سرتاسری باید برای کشانده‌شدن به دو سوی مرده و بستن آن بسنده باشد.
جنس کفن مسلمان نباید از ابریشم یا پارچهٔ زربفت باشد.
همچنین به دلیل اینکه کفن مسلمان نباید همچون کفن یهودیان باشد از جنس کتان نیز نباید باشد.
بهتر است از پنبه سفید باشد.

### مستحبات مشترک کفن در سنن اسلامی
1. غسل دهندهٔ میّت قبل از کفن کردن میّت یا غسل کند یا وضو بگیرد.
2. «برد یمانی عبری» (در مکه و مدینه یافت می‌شود، و که روی سرتاسری پیچیده می‌شود).
3. پارچه خامسه برای به هم پیچیدن دو ران میّت، طول=سه ذراع(۱) و عرض=یک وجب.
4. کفن از پنبه سفید باشد.
5. کفن را با «ذریره» خوشبو نمایند.
6. با تربت امام حسین بر بالای کفن بنویسند «فلانٌ (اسم میّت) اَشهَدُ اَن لا اِلهَ اِلَّا الله وَ اَشهَدُ اَنَّ محمداً رسول الله» و اگر تربت نباشد با چیز دیگری نوشته می‌شود (مستحب است با آب غیر سیاه باشد).
7. دو چوب سبز با میّت در کفن او گذاشته شود؛ و بهتر است(به ترتیب اولویت) از «سعف خرما» یا «سدر» یا «بید» یا هر درختی که نخشکیده باشد قرار دهد، یکی را از «ترقوه» طرف چپ بین پیراهن و لنگ و دیگری را از «ترقوه» راست به بدن میت برساند.
8. جنس کفن از کتان نباشد(۲).
9. رنگ کفن سیاه نباشد.
10. با بوی خوش تجمیر کفن نکنند(بخور ندهند).
11. کفن را با غیر «کافور» و «ذریره» خوشبو ننمایند.
12. با رنگ سیاه -بر روی کفن یا چوب- ننویسند.
13. در کفن در گوش یا چشم میّت کافور نگذارند.
14. کفن را با آهن قطع ننمایند.

### فرق کفن زن با مرد
کفن واجباتی دارد و مستحباتی. فرق کفن زن با مرد تنها در مستحبات آن است.

### اجزاء واجب کفن
1. لنگ
2. پیراهن
3. سرتاسری

### مستحبات مردانه کفن
۱٫ عمامه، طول=به اندازه‌ای که «تحت‌الحنک» آن از دو طرف سینه گذاشته شود (دو تا تحت‌الحنک داشته باشد) و عرض=صدق عمامه کند.
۲٫ بین دو باسن را با پنبه‌ای که آن جاها بگذارد، بگیرد.

### مستحبات زنانه کفن
۱٫ بین دو باسن را از جلو و عقب با پنبه‌ای آن جاها بگذارد، بگیرد.
۲٫ دو پستان زن را با لفّافه‌ای(پارچه) که پیچیده می‌شود بر آنها و بسته می‌شود در پشت او، محکم نماید.
۳٫ با قناعی(روسری) سر زن را بپوشاند(عوض عمامه در مرد).
(۱)- ذراع واحد طول است به اندازه تقریباً نیم متر.